# Vila Helenka (Smíchov)
Kordova vila Helenka je secesní dům na pražském Smíchově v ulici Na Václavce. Vila byla postavena v roce 1903 architektem Aloisem Kordou, secesní výzdoba je dílem malíře Františka Koblihy.
Vila stojí na čtvercovém půdorysu. Stojí v prudkém svahu, který se zvedá ze severovýchodu na jihozápad. Jedná se o pětipodlažní budovu. Vstup do vily je z ulice ve východní části po schodech pod terasu, která je vynášena mohutnými sloupy. V první patře se tak nachází prostorná terasa s výhledem na centrum Prahy. Na druhé straně pak vile vévodí věžička zastřešená pyramidální dřevěnou střechou s přesahem, inspiprovaná orientem. Dominantní je též velké kruhové okno dělené na části orientované na jih a západ, na které navazují dva dřevěné balkony. Výrazná je secesní štuková dekorace na žluté fasádě v podobě květin, do ulice slunečních hodin v podobě usmívajícího se slunce a západním směrem andělem se žlutými velkými křídly. Vše je laděno do teplých barev (žlutá, červená), dřevěné prvky jsou cihlově červené. Spodní část budovy je obložena hrubě opracovaným kamenem, při pohledu z ulice je zjevná schodovitá stupňovitost.
V interiéru se nachází taneční sál jehož stěny jsou zdobeny palmovými listy. Vstupní část je na podlaze opatřena dlaždicemi, v ostatních místech jsou parkety. Ve vstupní hale je kovové dekorativní schodiště s dekorativní lampou, chodba vedoucí k obývacím pokojům orientovaným do ulice (původní kanceláře Aloise Kordy) a k ložnicím vedoucím do zahrady. V prvním patře jsou ložnice (původně byt vlastníka). V posledním patře, podkroví, je velká místnost a původní Kordův ateliér.
Vlastníkem vily byl sám Alois Korda, který měl ve věži svoji pracovnu.
V roce 1993 byla vila zapsána na seznam kulturních památek a v roce 2009 rekonstruována.

## Galerie

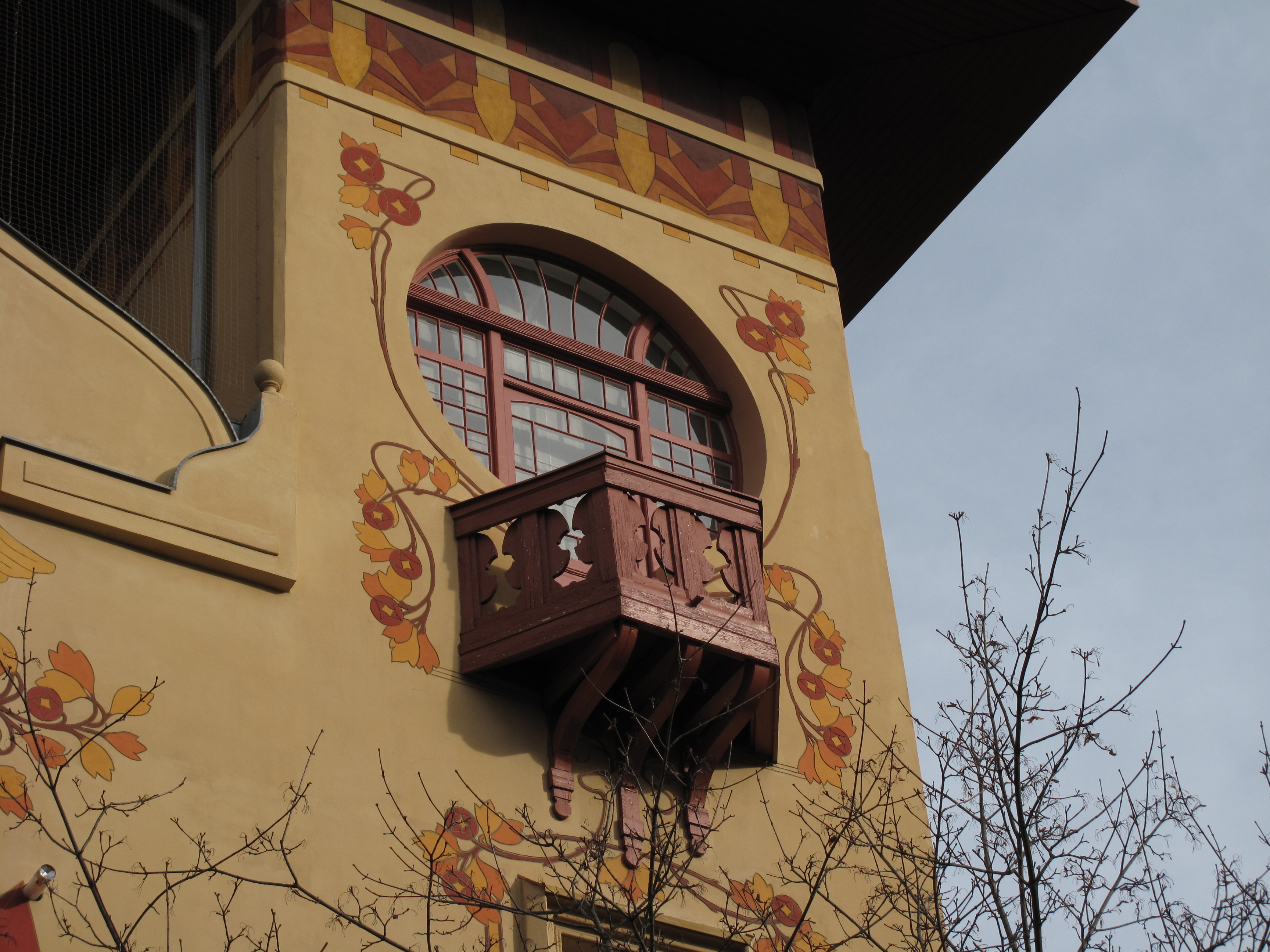
Okno s balkonem původního Kordova ateliéru
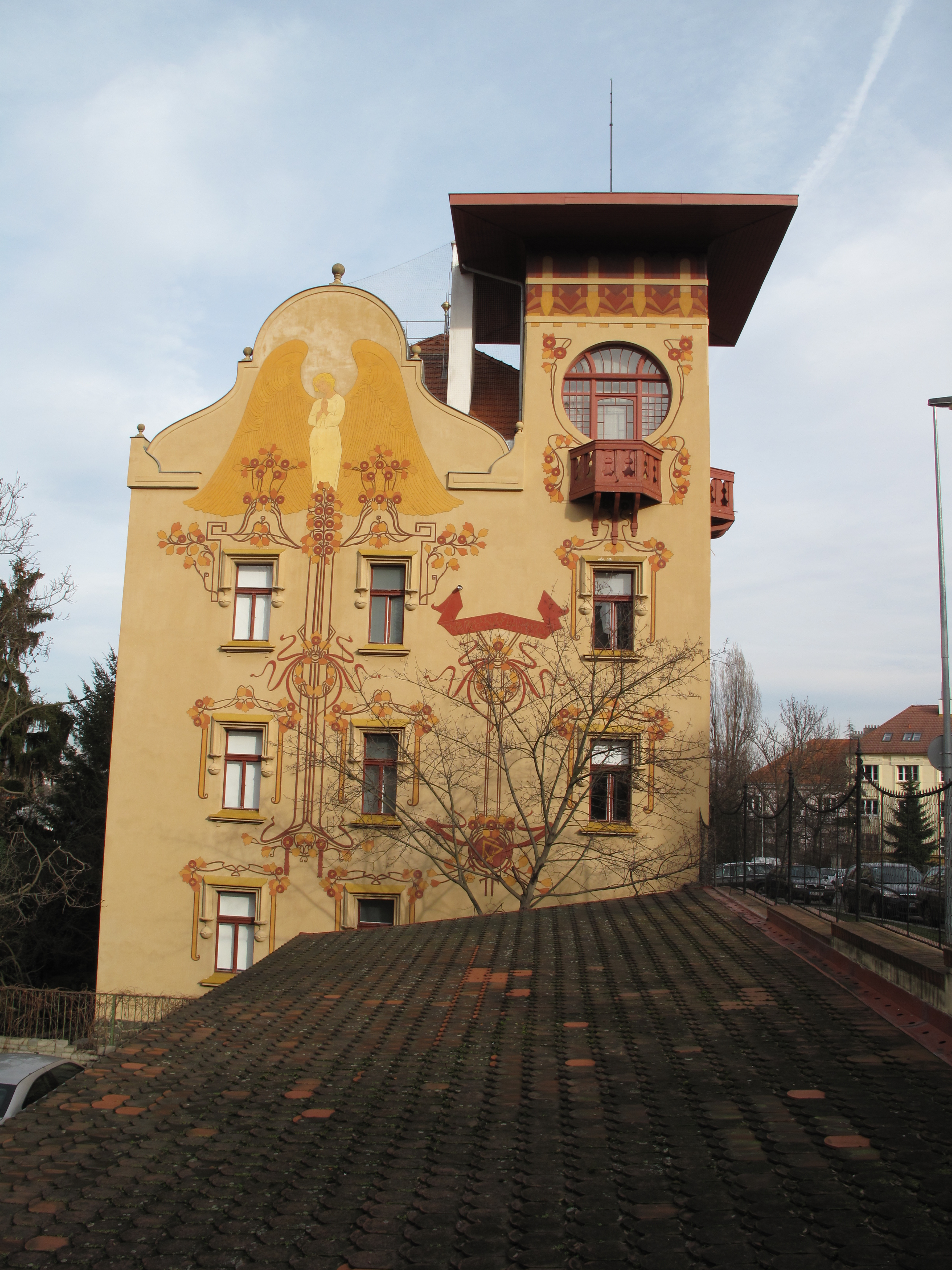
Pohled ze západu s andělem
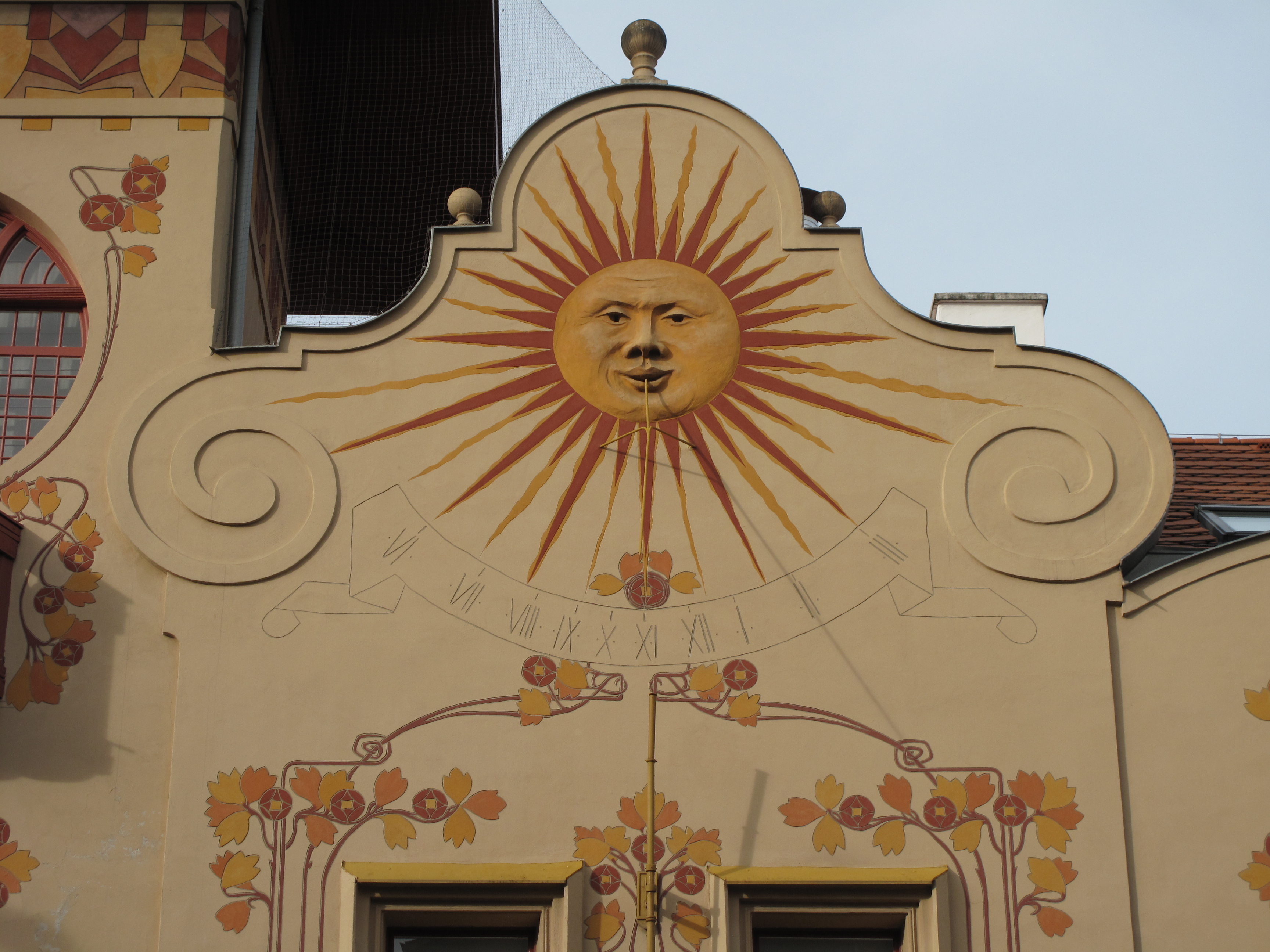
Sluneční hodiny na fasádě směrem do ulice
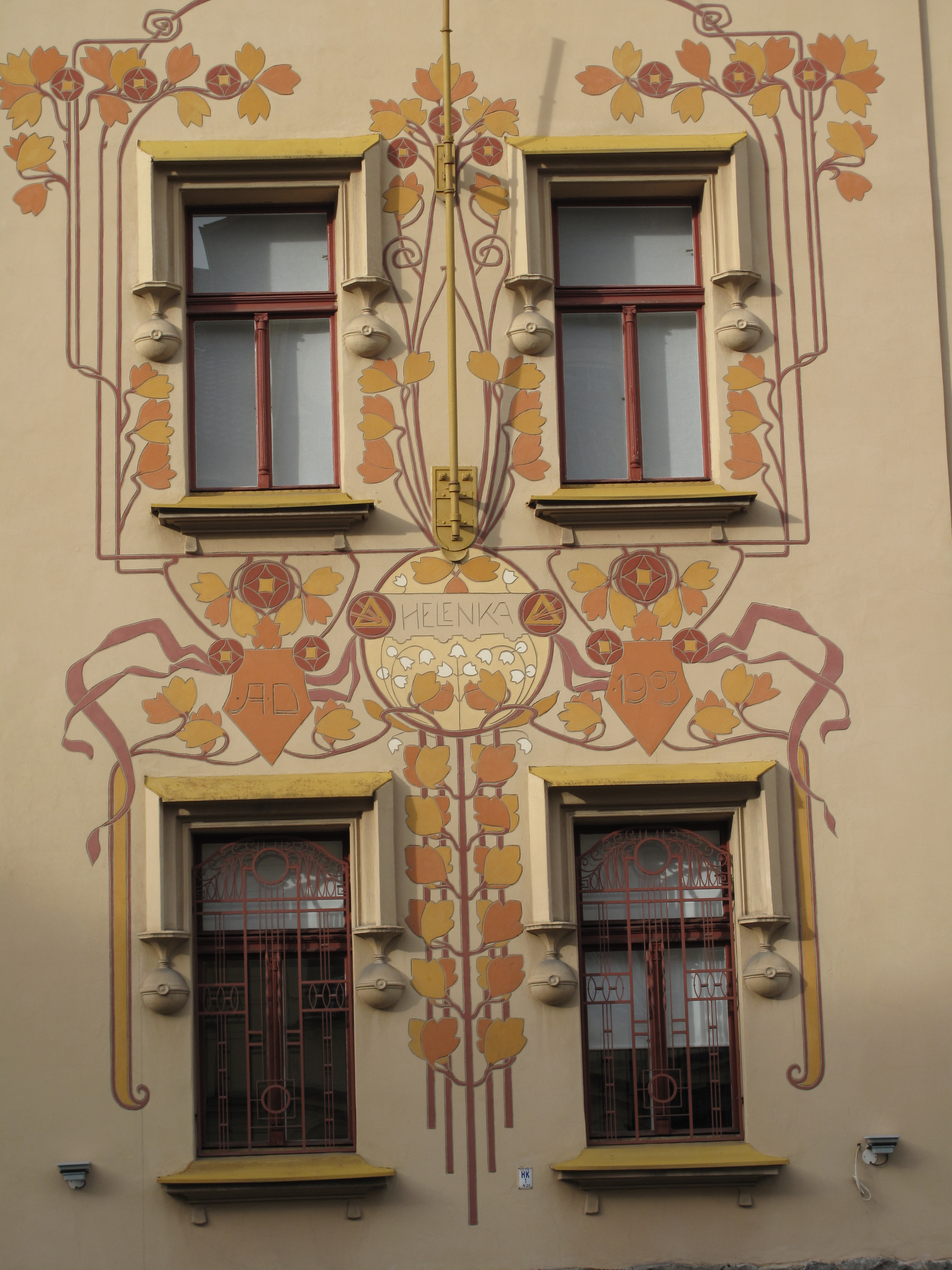
Nápis Helenka na fasádě směrem do ulice
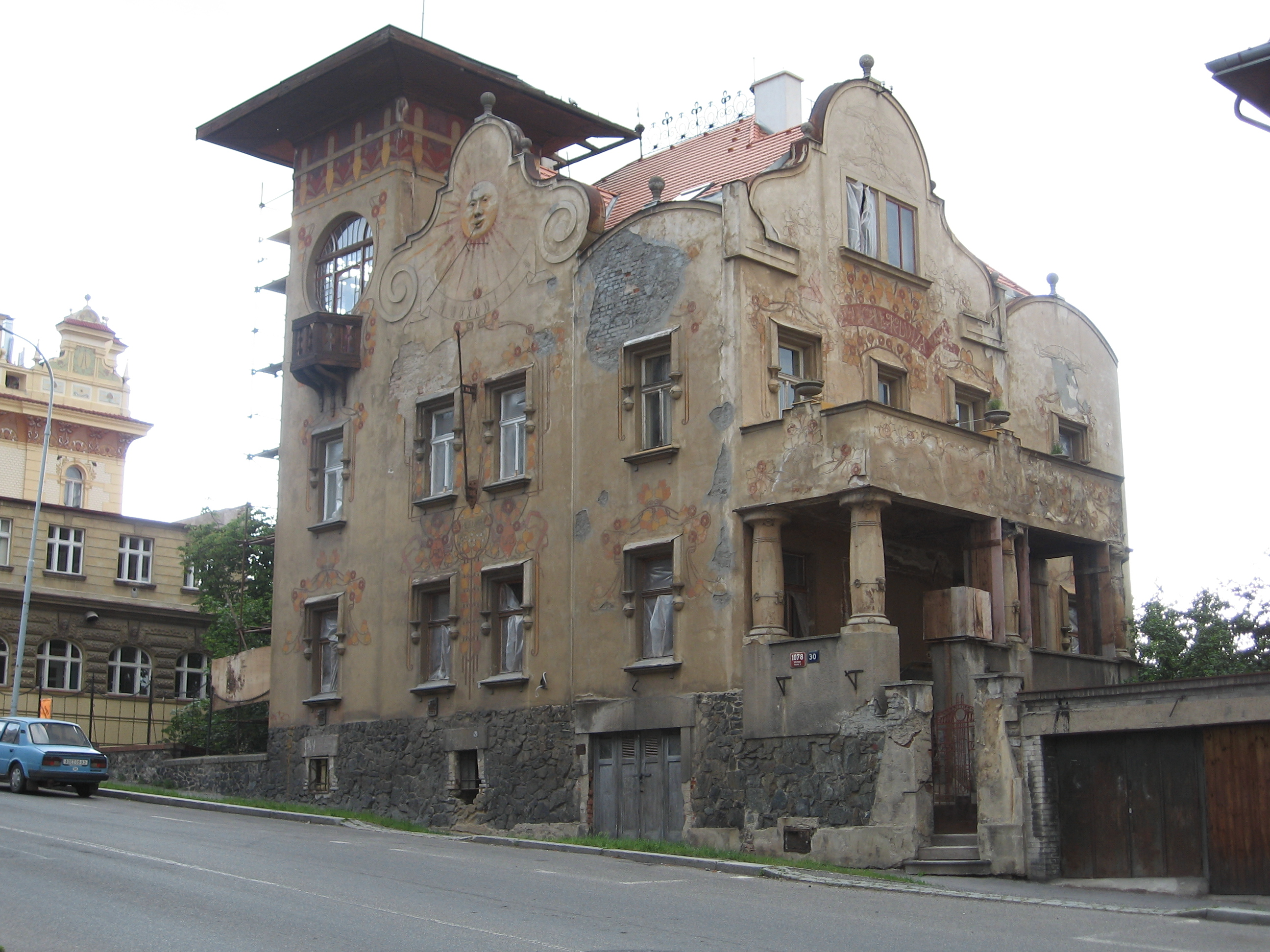
Stav před rekonstrukcí v roce 2006